# Beckeresia beckeri
Beckeresia beckeri is een hooiwagen uit de familie Gonyleptidae. De wetenschappelijke naam van Beckeresia beckeri gaat terug op H. Soares.